# Kortdüse

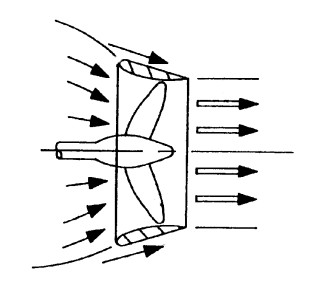
Strömungsverhältnisse an einer Kortdüse (schematisch)

Eine Kortdüse ist ein konisch zulaufender, tragflügelähnlich profilierter Ring, der den Propeller eines Schiffes umgibt und in den 1930er Jahren von dem italienischen Luftfahrtingenieur Luigi Stipa und dem deutschen Schiffbauingenieur Ludwig Kort entwickelt wurde. Im Jahre 1936 bekam Ludwig Kort ein Patent auf diese Erfindung.
Propeller mit zylindrischem Mantel, die vorwiegend an Luftfahrzeugen zum Einsatz kommen, werden dagegen als Mantelpropeller bezeichnet.
Durch den Einsatz einer Kortdüse werden die Strömungsverluste an den Enden der Propellerblätter reduziert und ein höherer Massenstrom  erzeugt. Dies führt zu einer Steigerung des Wirkungsgrades. Durch den ruhigeren Nachstrom werden Ufer und Sohlen von Binnengewässern weniger angegriffen.
Kortdüsen werden häufig an Schleppern und Binnenschiffen eingesetzt. Sie können drehbar gelagert und somit direkt als Ruder verwendet werden.
In der Freizeitschifffahrt nutzt man Kortdüsen oft als Schutzvorrichtung des Propellers gegen Beschädigung durch Treibgut. In diesen Fällen ist der hydrodynamische Effekt nur gering ausgeprägt.

## Galerie

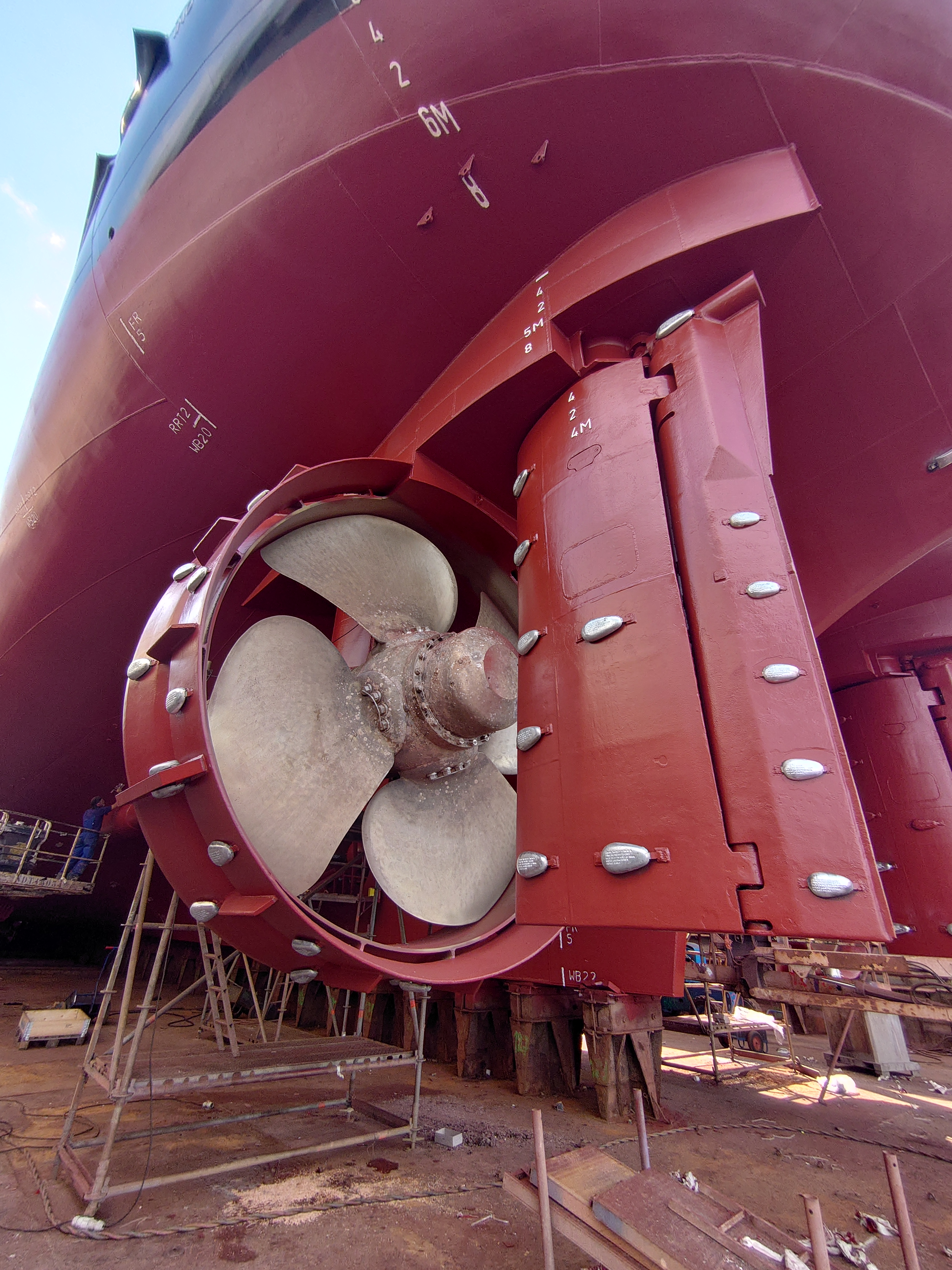
(Linke) Kortdüse am Heck des Hochsee-Bergungsschleppers Nordic mit Opferanoden
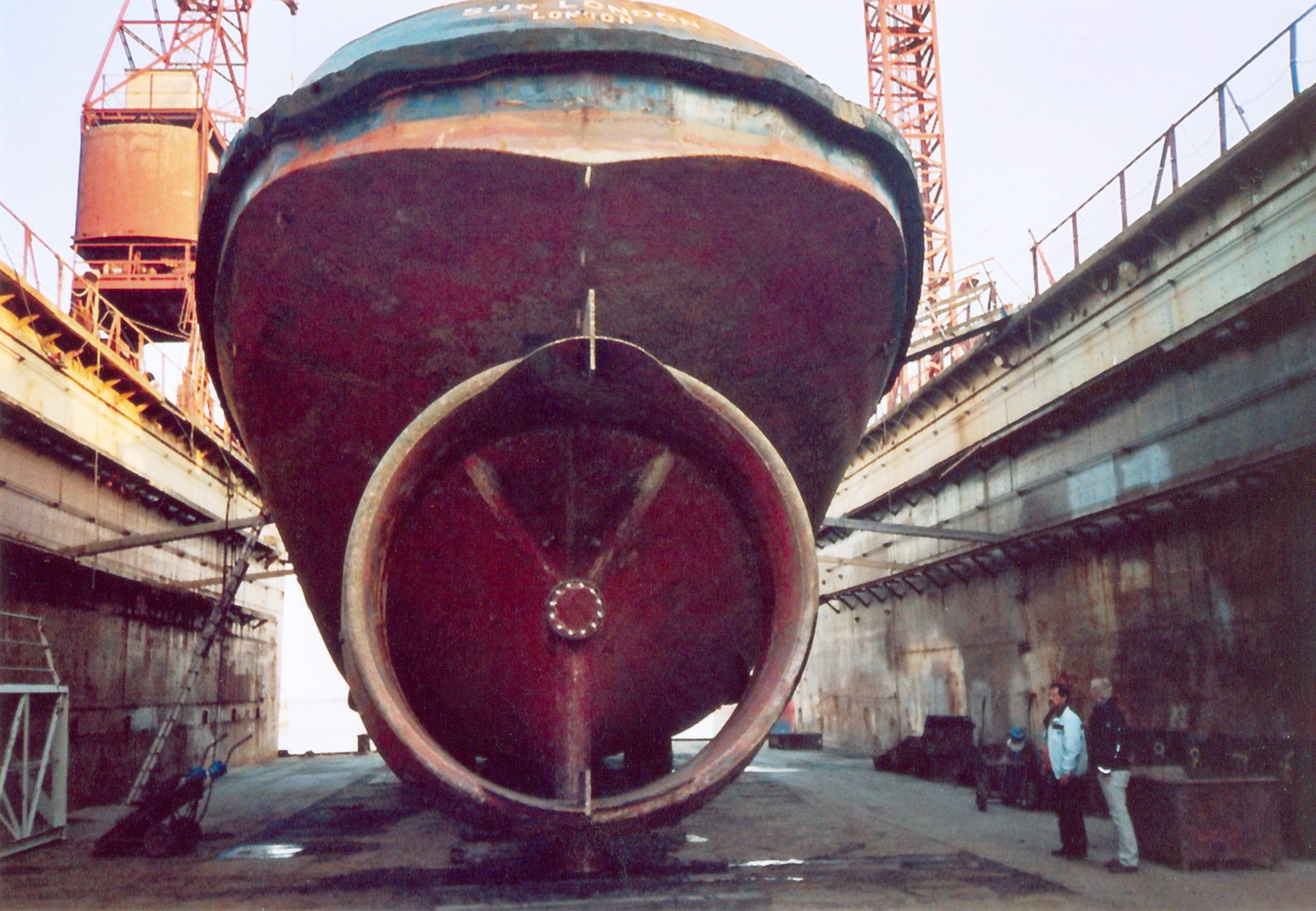
Kortdüse am Heck eines Schleppers (Propeller demontiert)
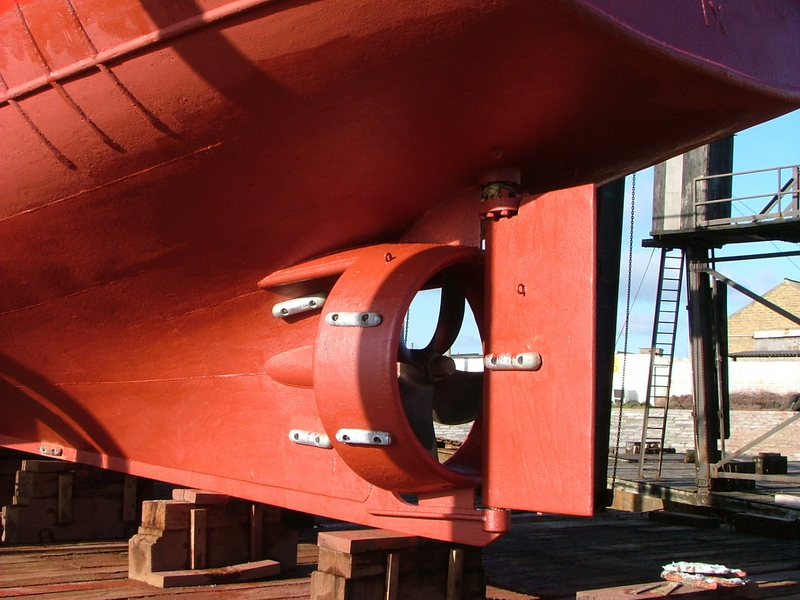
Starr eingebaute Kortdüse